# کونور نیلند
 کونور نیلند (انگلیسی: Conor Niland؛ زادهٔ ۱۹ سپتامبر ۱۹۸۱) یک تنیس‌باز اهل ایرلند است.